# Hanne Kathrine Krogstrup
Hanne Kathrine Krogstrup er professor i evaluering og organisationsudvikling ved Institut for Kultur og Læring hos Aalborg Universitet. Ved siden af sin stilling som professor forsker Krogstrup i evaluering i den offentlige sektor.

## Uddannelse
Hanne Kathrine Krogstrup færdiggjorde sin kandidatuddannelse som cand.scient.adm. ved Aalborg Universitet i 1984. I 1996 blev hun tildelt sin ph.d., ligeledes fra Aalborg Universitet.

## Karriere
Krogstrup er ansat som professor ved Aalborg Universitet og er leder af forskningsgruppen ’Capacity Building and Evaluation’ (CABE), hvilken bidrager med kapacitetsopbygning, evaluering samt organisationsudvikling i private, offentlige og frivillige organisationer. Krogstrup har forud for sin stilling i CABE bestridt diverse lederstillinger.
Her har hun bl.a. været ansat som prorektor ved Aalborg Universitet. Ydermere har hun tidligere været ansat som dekan på Det Samfundsvidenskabelige Fakultet, også ved Aalborg Universitet.
Krogstrup sidder derudover i universitetsbestyrelsen ved Universitetet i Agder, Norge.

## Dekorationer
Hanne Katrine Krogstrup blev i 2015 dekoreret som Ridder af Dannebrogordenen.

## Publikationer
Krogstrup har 90 publicerede værker på tværs af bøger, tidsskriftartikler og forskningsdokumenter.
Dertil er hendes værker blevet henvist til i 1100+ værker.
Udvalgte publikationer:
- Sammen med J. Brix: Co- produktion i den offentlige sektor- brugerinvolvering i kvalitetsudvikling. Hans Reitzels Forlag, 2019[11].
- Redaktør: Samskabelse og capacity building i den offentlige sektor, Hans Reitzel, 2017[12].
- Evalueringsmodeller. 3. udgave, Hans Reitzel, 2016[13].
- Sammen med Søren Kristiansen: Deltagende Observation. 2 udgave 2015[14].
- Kampen om evidens: Resultatmåling, effektevaluering og evidens, Hans Reitzel, 2011[15].